# ماتئو سونسین
ماتئو سونسین (انگلیسی: Matteo Soncin؛ زادهٔ ۲۸ مارس ۲۰۰۱) بازیکن فوتبال اهل ایتالیا است.
وی همچنین در تیم‌های ملی فوتبال زیر ۱۵ سال ایتالیا، زیر ۱۶ سال ایتالیا، و زیر ۱۸ سال ایتالیا بازی کرده‌است.